# Вишневе (Чугуївський район)
Вишневе (до 17 лютого 2016 — Профінтерн) — село (до 2012 року — селище) в Україні, у Старосалтівській селищній громаді Чугуївського району Харківської області. Населення становить 297 осіб.

## Історія
До 2016 року село Вишневе носило назву Профінтерн.
12 червня 2020 року, відповідно до розпорядження Кабінету Міністрів України № 725-р «Про визначення адміністративних центрів та затвердження територій територіальних громад Харківської області», село увійшло до складу  Старосалтівської селищної громади.
19 липня 2020 року в результаті адміністративно-територіальної реформи та ліквідації Вовчанського району увійшло до Чугуївського району.
5 грудня 2022 року російський агресор здійснив обстріл по району населеного пункту Вишневе Харківської області.

## Географія
Село знаходиться між селами Шевченкове Перше і Радькове, неподалік від балки Вовчий Яр.